# Буланов Володимир Олексійович
Володи́́мир Олексі́йович Буланов — солдат Збройних сил України, 30-та окрема механізована бригада.

## Короткі відомості
Працював у Малинському лісгоспі, стропальник. Мобілізований на початку квітня 2014-го. В боях 21 травня 2014-го отримав тяжку травму, тривалий час лікувався, проте ногу ампутували, встановили протез. Разом з дружиною виховують трьох дітей.

## Нагороди
26 липня 2014 року — за особисту мужність і героїзм, виявлені у захисті державного суверенітету та територіальної цілісності України, вірність військовій присязі під час російсько-української війни, відзначений — нагороджений орденом «За мужність» III ступеня.